# Irineu Malagueta de Pontes
Irineu Malagueta de Pontes (Caruaru, 3 de julho de 1890 – 2 de maio de 1964) foi um médico brasileiro.
Foi eleito membro da Academia Nacional de Medicina em 1928, ocupando a Cadeira 06, que tem Manuel de Valadão Pimentel como patrono.